# Larisa Carëva
Larisa Nikolaevna Carëva (in russo Лариса Николаевна Царёва?; Tallinn, 10 agosto 1958) è un'ex nuotatrice sovietica, dal 1992 estone.

## Carriera
Fortemente specializzata nello stile libero e nelle staffette, ha vinto tre medaglie di bronzo ai campionati mondiali e una d'argento a quelli europei.
Ha altresì partecipato a due edizioni delle Olimpiadi (1976 e 1980).

## Palmares

### Competizioni internazionali
- Mondiali

Berlino 1978: bronzo nei 100m sl, 200m sl e nella 4x100m misti.
- Europei

Jönköping 1977: argento nella 4x100m misti.